# Guyon Fernandez
Guyon Fernandez (ur. 18 kwietnia 1986) – holenderski piłkarz grający na pozycji napastnika.

## Kariera klubowa
Fernandez zaczął karierę w ADO Den Haag. W 2008 roku przeszedł do Excelsioru Rotterdam i w sezonie 2009/10 poprowadził klub do awansu do Eredivisie, zdobywając 15 bramek.
W maju 2011 roku ogłoszono, że po zakończeniu sezonu Fernandez podpisze kontrakt z lokalnym rywalem, Feyenoordem. Jako że trenerzy nie stawiali na niego konsekwentnie, w 2013 roku został na własną prośbę wypożyczony do PEC Zwolle. Na początku 2015 został zawodnikiem klubu występującego w Eredivisie, NAC Breda. 11 sierpnia 2015 przeniósł się do australijskiego Perth Glory FC. Na początku kwietnia 2016 jako wolny agent podpisał kontrakt z ukraińskim klubem Stal Dnieprodzierżyńsk. W czerwcu 2016 opuścił Stal.